# Zgornja Kostrivnica
Zgornja Kostrivnica – wieś w Słowenii, w regionie Sawińskim, w gminie Rogaška Slatina. 1 stycznia 2017 liczyła 152 mieszkańców.